# François Piron
Pour les articles homonymes, voir Piron.
 (juin 2025).
François Piron, né le 7 juin 1712 à Lyon et mort le 20 juillet 1785 dans cette ville, est recteur de l'Hôtel-Dieu de Lyon de 1764 à 1767.

## Biographie
Né dans une famille de la bourgeoisie Lyonnaise, François Piron est anoblie par l'exercice de la charge de conseiller secrétaire du Roi en 1764.
Il épouse en 1741 Jeann-Marguerite de Gérando, tante du baron de Gérando, fille de Pierre de Gérando, architecte avec qui il a deux enfants. Antoine, marchand drapier à Lyon, victime de la Terreur, fusillé à Lyon le 22 janvier 1794. Il avait épouse Jeanne Boeuf de Curis, fille d'Honoré Boeuf de Curris, échevin de Lyon en 1773. Et Jean-Pierre, marchand drapier à Lyon, recteur de La Charité.
François Piron est élu recteur de l'Hôtel-Dieu de Lyon de 1764 à 1767.
Les Piron sont propriétaires de la maison Bezian Arroy, rue Philibert Gaillard, à Couzon-au-Mont-d'Or,.
François Piron est enterré au cimetière de Loyasse.